# Helt ind til benet
Helt ind til benet er en dansk kortfilm fra 2014 instrueret af Helle Rossing og efter manuskript af Christian Edvard Halberg.

## Handling
Troels sover dårligt. Han optager sin dagligdag på et kamera, som et forsøg på at virkeliggøre de ting, der sker omkring ham. Først da han møder Danielle - en jævnaldrende pige, der bliver misbrugt af sin far - tvinges han ud af sin boble. Men er Danielles anskuelse af virkeligheden egentlig så anderledes fra Troels'? Og hvorfor søger hun hjælp hos netop ham?